# The Underworld Regime
The Underworld Regime - debiutancki album studyjny norweskiej grupy muzycznej Ov Hell. Wydawnictwo ukazało się 8 lutego 2010 roku w Europie nakładem wytwórni muzycznej Indie Recordings. W Stanach Zjednoczonych płyta ukazała się 13 kwietnia 2010 roku nakładem firmy Prosthetic Records. Nagrania zostały zarejestrowane w Earshot Studio. Partie wokalne zostały nagrane w Pimp Plaza Recordings w Oslo w 2009 roku.

## Lista utworów
Opracowano na podstawie materiału źródłowego.
| Nr | Tytuł utworu         | Słowa               | Muzyka       | Długość |
| -- | -------------------- | ------------------- | ------------ | ------- |
| 1. | „Devil's Harlot”     | Shagrath            | King Ov Hell | 3:28    |
| 2. | „Post Modern Sadist” | Silenoz             | King Ov Hell | 4:56    |
| 3. | „Invoker”            | Christian Anfinnsen | King Ov Hell | 4:25    |
| 4. | „Perpetual Night”    | Shagrath            | King Ov Hell | 3:35    |
| 5. | „Ghosting”           | Sarah Owens         | King Ov Hell | 6:15    |
| 6. | „Acts Of Sin”        | Shagrath            | King Ov Hell | 5:19    |
| 7. | „Krigsatte Faner”    | Shagrath            | King Ov Hell | 3:52    |
| 8. | „Hill Norge”         | Shagrath            | King Ov Hell | 5:45    |
|    |                      |                     |              | 37:35   |

## Twórcy
Opracowano na podstawie materiału źródłowego.
| - Stian "Shagrath" Thoresen - sampler, śpiew, miksowanie, mastering - Tom "King Ov Hell" Cato Visnes - gitara basowa, miksowanie, produkcja - Arve "Ice Dale" Isdal - gitara - Morten Bergeton "Teloch" Iversen - gitara (utwory 3, 4) - Herbrand Larsen - inżynieria dźwięku, miksowanie, produkcja |  | - Kjetil-Vidar "Frost" Haraldstad - perkusja - Bjørnar Nilsen - inżynieria dźwięku - Espen Berg - mastering - Marcelo Vasco - oprawa graficzna |